# 蓬萊洞 (首爾特別市)
蓬萊洞（：／ Bongnae dong */?），是位于韩国首尔中区的一个法定洞，隶属于小公洞和会贤洞。

## 概況
本洞位於小公洞西南部和会贤洞西部，实际分为两部分，分别是蓬萊洞1街和蓬萊洞2街。其中蓬莱洞1街北面与南大门路4街、西小门洞和巡和洞相接，西面与南面与蓬萊洞2街相接。蓬莱洞2街东面与南大门路2街相接、北面与蓬萊洞1街和义州路2街、南面与东子洞、西面与中林洞和万里洞1街相接。

## 歷史
- 1396年，为汉城府下辖的盤石坊的一部分。
- 1751年，成立蓮池契、古巡廳契和藥田契，隶属于汉城府南部的盤石坊。
- 1894年，甲午更张导致行政区划改编，变为巡洞、紫岩洞、梅洞、盆洞、藍井洞、蓮池洞和中洞。
- 1910年10月，變為京畿道京城府的一部分。
- 1914年，將巡洞、紫岩洞、盆洞、藍井洞、蓮池洞以及新成立的銀杏洞和梅月洞合併為蓬萊町1町目。將中洞改稱為蓬萊町2町目。
- 1943年6月，蓬萊町1町目與蓬萊町2町目被劃為中区的一部分。
- 1946年，改為現在名稱。
- 1975年，龍山區東子洞的一部分劃入蓬萊洞2街，同時蓬萊洞1街被分別劃入至小公洞和会贤洞管轄，蓬萊洞2街被劃入至会贤洞管轄。

## 建築
- 韩一大厦

## 交通
- 首爾站